# أحاد الخصية
أُحَاد الخُصيَة (بالإنجليزية: Monorchism)‏ هي الحالة التي تكون فيها خصية واحدة ظاهرة أو نازلة ضمن كيس الصفن.

## الأسباب
- قد تكون الخصية لم تنزل إلى كيس الصفن أثناء التطور الجنيني الطبيعي للخصيتين (بنسبة 4%-3% من الولادات الطبيعية)، والتي تعرف في هذه الحالة باسم الخصية المعلقة، وفي هذه الحالة تكون الخصية ضمن التجويف البطني أو القناة الأربية أو على طول المسار الطبيعي لنمو الخصية. هذه الخصية تزيد من احتمال الإصابة بالسرطان الخبيث.
- قد تكون الخصية الأخرى تلاشت أثناء التطور الجنيني (بما يُعرف بـ انعدام الخصية)، وذلك بسبب جرح أو أذية داخل الرحم ويعتقد على الأرجح أن يكون بسبب الأوعية الدموية بالخصية مثل انفتال الخصية.
- من الممكن أن تكون الخصية الأخرى قد أزيلت جراحياً بواسطة عملية استئصال الخصية.
- قد تكون الخصية الأخرى مصابة.

## حالات شهيرة

### بسببسرطان الخصية
- لانس آرمسترونج.[2]
- مارك لاذام.[3]
- نيني.[4]
- نايغل فاريج.[5]
- بوبي مور.[6]

### بسبب الإصابة
- فرانسيسكو فرانكو.[7]
- تروي بايليس.[8]

### بسبباستئصال الخصية
- بروس لي.[9]
- ماوتسي تونغ.[10]